# Begno (Pułtusk)
Pour les articles homonymes, voir Begno.
Begno (prononciation : [ˈbɛɡnɔ]) est un village polonais de la gmina de Gzy dans le powiat de Pułtusk de la voïvodie de Mazovie dans le centre-est de la Pologne.
Il se situe à environ 8 kilomètres à l'ouest de Gzy (siège de la gmina), 18 km à l'ouest de Pułtusk (siège du powiat) et à 61 km au nord de Varsovie (capitale de la Pologne).

## Histoire
De 1975 à 1998, le village appartenait administrativement à la voïvodie de Ciechanów.